# Ujazd (gemeente in powiat Tomaszowski)
De gemeente Ujazd is een landgemeente in het Poolse woiwodschap Łódź, in powiat Tomaszowski.
De zetel van de gemeente is in het dorp Ujazd.
Op 30 juni 2004 telde de gemeente 7785 inwoners.

## Oppervlakte gegevens
In 2002 bedroeg de totale oppervlakte van gemeente Ujazd 96,96 km², waarvan:
- agrarisch gebied: 61%
- bossen: 32%

De gemeente beslaat 9,45% van de totale oppervlakte van de powiat.

## Demografie
Stand op 30 juni 2004:
| Omschrijving                   | Totaal | Totaal | Vrouwen | Vrouwen | Mannen | Mannen |
| ------------------------------ | ------ | ------ | ------- | ------- | ------ | ------ |
| eenheid                        | aantal | %      | aantal  | %       | aantal | %      |
| inwoners                       | 7785   | 100    | 3996    | 51,3    | 3789   | 48,7   |
| bevolkingsdichtheid (inw./km²) | 80,3   | 80,3   | 41,2    | 41,2    | 39,1   | 39,1   |

In 2002 bedroeg het gemiddelde inkomen per inwoner 1240,88 zł.

## Administratieve plaatsen (sołectwo)
Bielina, Bronisławów, Buków, Ciosny, Dębniak, Helenów, Józefin, Lipianki, Łominy, Maksymów, Niewiadów, Ojrzanów, Olszowa, Osiedle Niewiadów, Przesiadłów, Sangrodz, Skrzynki, Stasiolas, Ujazd, Wólka Krzykowska, Wykno, Zaosie.

## Overige plaatsen
Aleksandrów, Buków-Parcel, Józefów, Kolonia Dębniak, Kolonia Olszowa, Kolonia Ujazd, Konstancin, Leszczyny, Łączkowice, Marszew, Mącznik, Młynek, Olszowa-Piaski, Szymanów, Teklów, Tobiasze, Władysławów, Wygoda, Zaosie-Bronisławów, Zaosie-Mącznik.

## Aangrenzende gemeenten
Będków, Budziszewice, Koluszki, Lubochnia, Rokiciny, Tomaszów Mazowiecki, Wolbórz